# NGC 3206
NGC 3205 is een balkspiraalstelsel in het sterrenbeeld Grote Beer. Het hemelobject werd op 8 april 1793 ontdekt door de Duits-Britse astronoom William Herschel.

## Synoniemen
- UGC 5589
- MCG 10-15-69
- ZWG 290.30
- KUG 1018+571
- IRAS10184+5710
- PGC 30322